# Route nationale 35 (Madagaskar)

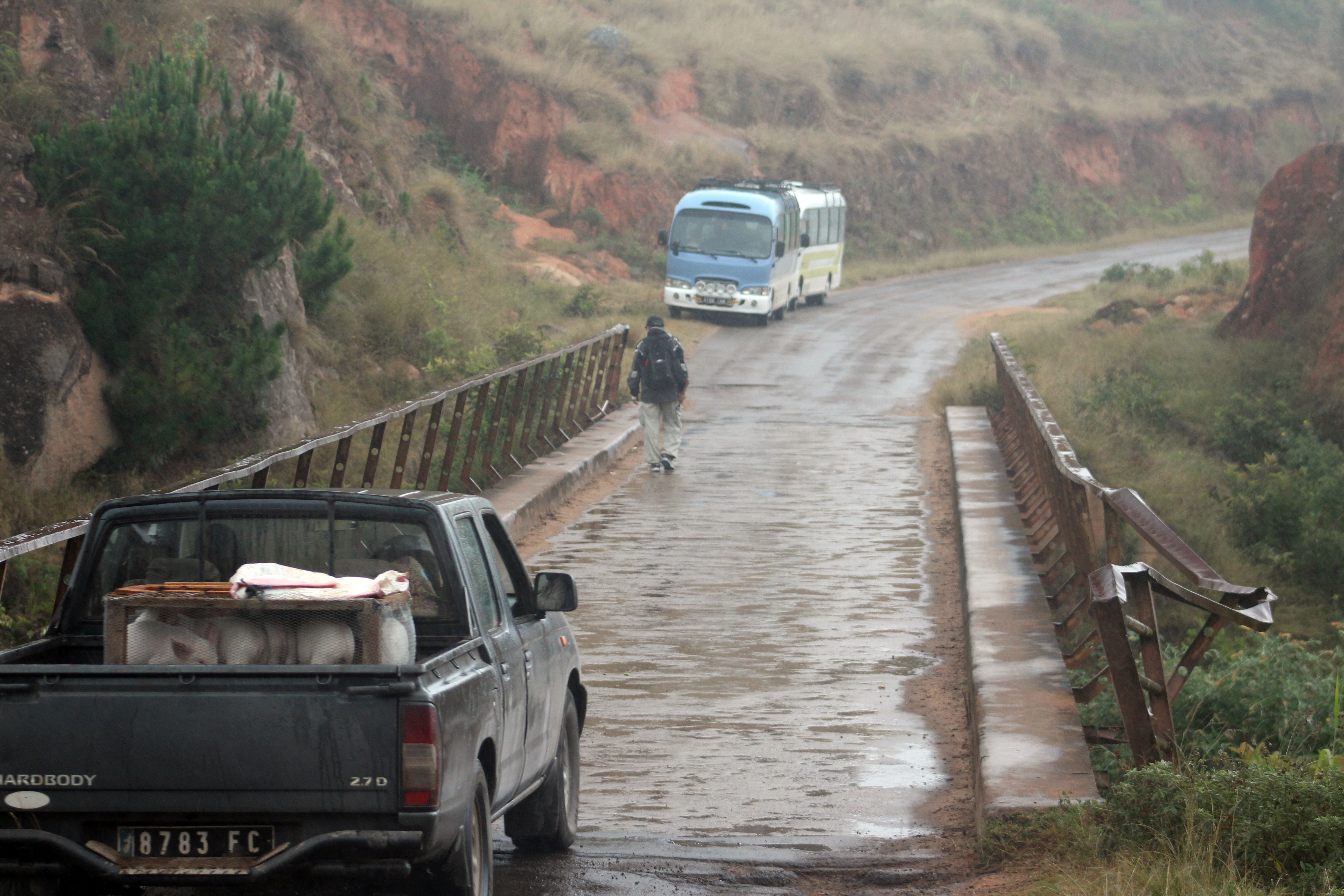
Route nationale 35 an der Girder-Brücke, ca. 12 km westlich Ivato

Die Route nationale 35 (RN 35) ist eine 456 km lange asphaltierte Nationalstraße in Madagaskar. Sie zweigt in Ivato bei Ambositra von der Route nationale 7 ab und führt über Ambatofinandrahana, Malaimbandy und Ankilizato nach Morondava an der Westküste Madagaskars. 2012 wurde sie komplett erneuert.